# Lista nagród i nominacji Lady Gagi
Lista nagród i nominacji amerykańskiej piosenkarki Lady Gagi, która w swojej karierze otrzymała dużą ilość nagród za pracę na rzecz muzyki. Jest laureatką 14 nagród Grammy (pośród 38 nominacji). Po zdobyciu przez nią trzynastej nagrody (w 2022 roku) znalazła się na siódmym miejscu w zastawieniu najczęściej nagradzanych artystek przez National Academy of Recording Arts and Sciences. Jest najczęściej nagradzaną artystką w kategorii „Najlepszy pop duet”. W 2010 Gaga po zdobyciu trzech statuetek, została najczęściej nagradzanym artystą podczas gali Brit Awards 2010. Ostatecznie w swojej karierze Gaga zdobyła 3 statuetki Brit (pośród 5 nominacji). Na przestrzeni lat 2009–2023 zdobyła: 18 nagród MTV Video Music Awards (pośród 40 nominacji), 10 nagród Billboard Music Awards (pośród 43 nominacji), 3 nagrody American Music Award (pośród 16 nominacji) oraz 14 nagród Japan Gold Disc Award.
Otrzymała wiele nagród i nominacji za pracę filmową i telewizyjną. Jest laureatką Oscara, którego zdobyła w 2019 roku za piosenkę ,,Shallow”. Podczas tej samej gali była nominowana w kategorii najlepsza aktorka pierwszoplanowa, jednak statuetkę zdobyła Olivia Colman. W 2019 roku zdobyła nagrodę BAFTA w kategorii „Najlepsza ścieżka dźwiękowa”, dodatkowo w tym samym roku i 2022 zdobyła nominację w kategorii „Najlepsza aktorka pierwszoplanowa”. Otrzymała dwa Złote Globy, za piosenkę „Shallow” oraz za grę aktorską w serialu American Horror Story. Otrzymała cztery nominacje do Nagrody Gildii Aktorów Ekranowych, w tym dwie za grę aktorską oraz dwie za wydajność obsady. Była pięciokrotnie nominowana do Nagrody Emmy, posiada statuetkę Sports Emmy Awards. 
Gaga została uhonorowana nagrodami za całokształt oraz działalność pozaartystyczną. W 2011 została nagrodzona Nagrodą Ikony Stylu przyznawaną przez The Council of Fashion Designers of America. W 2015 otrzymała Nagrodę Współczesnej Ikony Songwriters Hall of Fame, a w 2022 otrzymała Nagrodę Ikony podczas Palm Springs International Film Festival. W 2020 stała się pierwszą i jak dotychczas jedyną laureatką Nagrody Tricon MTV Video Music Awards, czyli wyróżnienia przyznawanego za ogólne osiągnięcia artysty w muzyce i filmie.
W 2019 jako pierwsza osoba na świecie zdobyła nagrody Grammy, BAFTA, Złoty Glob i Oscara w jednym roku. 

## Najważniejsze nagrody

### Nagroda Akademii Filmowej
| Rok  | Film               | Kategoria                                               | Rezultat  | Przypisy |
| ---- | ------------------ | ------------------------------------------------------- | --------- | -------- |
| 2016 | The Hunting Ground | Najlepsza piosenka oryginalna („Til It Happens to You”) | Nominacja | [ 9 ]    |
| 2019 | Narodziny gwiazdy  | Najlepsza aktorka pierwszoplanowa                       | Nominacja | [ 10 ]   |
| 2019 | Narodziny gwiazdy  | Najlepsza piosenka oryginalna („Shallow”)               | Wygrana   | [ 10 ]   |
| 2023 | Top Gun: Maverick  | Najlepsza piosenka oryginalna („Hold My Hand”)          | Nominacja | [ 11 ]   |

### Nagrody Brytyjskiej Akademii Filmowej
| Rok  | Film/dzieło       | Kategoria                         | Rezultat  |        |
| ---- | ----------------- | --------------------------------- | --------- | ------ |
| 2019 | Narodziny gwiazdy | Najlepsza ścieżka dźwiękowa       | Wygrana   | [ 12 ] |
| 2019 | Narodziny gwiazdy | Najlepsza aktorka pierwszoplanowa | Nominacja | [ 12 ] |
| 2022 | Dom Gucci         | Najlepsza aktorka pierwszoplanowa | Nominacja | [ 13 ] |

### Złote Globy
| Rok  | Film                         | Kategoria                                               | Rezultat  | Przypisy |
| ---- | ---------------------------- | ------------------------------------------------------- | --------- | -------- |
| 2012 | Gnomeo i Julia               | Najlepsza piosenka filmowa („Hello Hello”)              | Nominacja | [ 14 ]   |
| 2016 | American Horror Story: Hotel | Najlepsza aktorka w miniserialu lub filmie telewizyjnym | Wygrana   | [ 15 ]   |
| 2019 | Narodziny gwiazdy            | Najlepsza piosenka filmowa („Shallow”)                  | Wygrana   | [ 16 ]   |
| 2019 | Narodziny gwiazdy            | Najlepsza aktorka – dramat filmowy                      | Nominacja | [ 16 ]   |
| 2022 | Dom Gucci                    | Najlepsza aktorka – dramat filmowy                      | Nominacja | [ 17 ]   |
| 2023 | Top Gun: Maverick            | Najlepsza piosenka filmowa („Hold My Hand”)             | Nominacja | [ 18 ]   |

### Nagrody Emmy

#### Primetime Emmy Awards
| Rok  | Film                                                               | Kategoria                                            | Rezultat  | Przypis |
| ---- | ------------------------------------------------------------------ | ---------------------------------------------------- | --------- | ------- |
| 2011 | Lady Gaga Presents the Monster Ball Tour: At Madison Square Garden | wybitna różnorodność specjalna (nagranie wstępne)    | Nominacja | [ 19 ]  |
| 2015 | Tony Bennett and Lady Gaga: Cheek to Cheek Live!                   | wybitna różnorodność specjalna (nagranie wstępne)    | Nominacja | [ 19 ]  |
| 2017 | Pokaz na Super Bowl z Lady Gagą w roli głównej                     | Znakomity występ                                     | Nominacja | [ 19 ]  |
| 2022 | One Last Time: An Evening with Tony Bennett and Lady Gaga          | wyjątkową różnorodność, muzykę lub program komediowy | Nominacja | [ 19 ]  |

Uwagi
- Piosenka „Til It Happens to You” napisana przez Lady Gagę i Diane Warren otrzymała Primetime Emmy Awards w kategorii Najlepsza muzyka i oryginalne teksty; jednak Gaga nie zakwalifikowała się do nagrody[20][21].

#### Sports Emmy Awards
| Rok  | Nominacja                                                                                 | Kategoria                  | Rezultat | Przypisy |
| ---- | ----------------------------------------------------------------------------------------- | -------------------------- | -------- | -------- |
| 2025 | Występ z piosenką „Hold My Hand” w trakcie przedmeczowego występu w ramach Super Bowl LIX | Wybitna reżyseria muzyczna | Wygrana  | [ 22 ]   |

### Nagroda Gildii Aktorów Ekranowych
| Rok  | Film              | Kategoria                                           | Rezultat  | Przypisy |
| ---- | ----------------- | --------------------------------------------------- | --------- | -------- |
| 2019 | Narodziny gwiazdy | Najlepsza aktorka pierwszoplanowa                   | Nominacja | [ 23 ]   |
| 2019 | Narodziny gwiazdy | Wybitny występ zespołu aktorskiego w filmie kinowym | Nominacja | [ 23 ]   |
| 2022 | Dom Gucci         | Najlepsza aktorka pierwszoplanowa                   | Nominacja | [ 23 ]   |
| 2022 | Dom Gucci         | Wybitny występ zespołu aktorskiego w filmie kinowym | Nominacja | [ 23 ]   |

### Nagroda Grammy
| Rok  | Nominowane dzieło                               | Kategoria                             | Rezultat  | Przypisy |
| ---- | ----------------------------------------------- | ------------------------------------- | --------- | -------- |
| 2009 | „Just Dance” Feat. Colby O’Donis                | Najlepsze taneczne nagranie           | Nominacja | [ 24 ]   |
| 2010 | „Poker Face”                                    | Piosenka roku                         | Nominacja | [ 25 ]   |
| 2010 | „Poker Face”                                    | Nagranie roku                         | Nominacja | [ 25 ]   |
| 2010 | „Poker Face”                                    | Najlepsze taneczne nagranie           | Wygrana   | [ 25 ]   |
| 2010 | The Fame                                        | Album roku                            | Nominacja | [ 25 ]   |
| 2010 | The Fame                                        | Album Roku Electro/Dance              | Wygrana   | [ 25 ]   |
| 2011 | The Fame Monster                                | Album Roku                            | Nominacja | [ 26 ]   |
| 2011 | The Fame Monster                                | Album Roku Pop                        | Wygrana   | [ 26 ]   |
| 2011 | „Bad Romance”                                   | Teledysk roku                         | Wygrana   | [ 26 ]   |
| 2011 | „Bad Romance”                                   | Najlepsze żeńskie wykonanie Pop       | Wygrana   | [ 26 ]   |
| 2011 | „Telephone” (wraz z Beyoncé)                    | Najlepsza popowa współpraca wokalna   | Nominacja | [ 26 ]   |
| 2011 | „Dance in the Dark”                             | Najlepsze taneczne nagranie           | Nominacja | [ 26 ]   |
| 2012 | Born This Way                                   | Album Roku                            | Nominacja | [ 27 ]   |
| 2012 | Born This Way                                   | Album Roku Pop                        | Nominacja | [ 27 ]   |
| 2012 | „You and I”                                     | Najlepsze solowe wykonanie Pop        | Nominacja | [ 27 ]   |
| 2015 | Cheek to Cheek (wraz z Tony Bennett)            | Najlepszy tradycyjny JAZZ / POP album | Wygrana   | [ 28 ]   |
| 2016 | „Til It Happens to You”                         | Najlepsza piosenka napisana do filmu  | Nominacja | [ 29 ]   |
| 2018 | Joanne                                          | Album Roku Pop                        | Nominacja | [ 30 ]   |
| 2018 | „Million Reasons”                               | Najlepsza piosenka pop                | Nominacja | [ 30 ]   |
| 2019 | „Shallow”                                       | Piosenka roku                         | Nominacja | [ 31 ]   |
| 2019 | „Shallow”                                       | Nagranie roku                         | Nominacja | [ 31 ]   |
| 2019 | „Shallow”                                       | Najlepszy pop duet                    | Wygrana   | [ 31 ]   |
| 2019 | „Shallow”                                       | Najlepsza piosenka napisana do filmu  | Wygrana   | [ 31 ]   |
| 2019 | „Joanne (Where Do You Think You’re Goin’?)”     | Najlepszy solowy pop singiel          | Wygrana   | [ 31 ]   |
| 2020 | Narodziny gwiazdy                               | Najlepsza ścieżka dźwiękowa           | Wygrana   | [ 32 ]   |
| 2020 | „I’ll Never Love Again”                         | Najlepsza piosenka napisana do filmu  | Wygrana   | [ 32 ]   |
| 2020 | „Always Remember Us This Way”                   | Piosenka roku                         | Nominacja | [ 32 ]   |
| 2021 | Chromatica                                      | Album Roku Pop                        | Nominacja | [ 33 ]   |
| 2021 | „Rain on Me” (wraz z Ariana Grande)             | Najlepszy pop duet                    | Wygrana   | [ 33 ]   |
| 2022 | Love For Sale (wraz z Tony Bennett)             | Album roku                            | Nominacja | [ 34 ]   |
| 2022 | Love For Sale (wraz z Tony Bennett)             | Najlepszy tradycyjny JAZZ / POP album | Wygrana   | [ 34 ]   |
| 2022 | „I Get a Kick Out of You” (wraz z Tony Bennett) | Nagranie roku                         | Nominacja | [ 34 ]   |
| 2022 | „I Get a Kick Out of You” (wraz z Tony Bennett) | Najlepszy teledysk                    | Nominacja | [ 34 ]   |
| 2022 | „I Get a Kick Out of You” (wraz z Tony Bennett) | Najlepszy pop duet                    | Nominacja | [ 34 ]   |
| 2023 | Top Gun: Maverick (soundtrack)                  | Najlepsza ścieżka dźwiękowa           | Nominacja | [ 35 ]   |
| 2023 | „Hold My Hand”                                  | Najlepsza piosenka napisana do filmu  | Nominacja | [ 35 ]   |
| 2025 | „Die with a Smile” (wraz z Bruno Marsem)        | Piosenka roku                         | Nominacja | [ 36 ]   |
| 2025 | „Die with a Smile” (wraz z Bruno Marsem)        | Najlepszy pop duet                    | Wygrana   | [ 36 ]   |

### Brit Awards
| Rok  | Nominowane dzieło | Kategoria                         | Rezultat  | Przypisy |
| ---- | ----------------- | --------------------------------- | --------- | -------- |
| 2010 | The fame          | Międzynarodwy album               | Wygrana   | [ 37 ]   |
| 2010 | Lady Gaga         | International Breakthrough Act    | Wygrana   | [ 37 ]   |
| 2010 | Lady Gaga         | Międzynarodowa solowa piosenkarka | Wygrana   | [ 37 ]   |
| 2012 | Lady Gaga         | Międzynarodowa solowa piosenkarka | Nominacja | [ 38 ]   |
| 2014 | Lady Gaga         | Międzynarodowa solowa piosenkarka | Nominacja | [ 39 ]   |

### NagrodyMTV

#### MTV Movie & TV Awards
| Rok  | Film/projekt                                                      | Kategoria                   | Rezultat  | Przypis |
| ---- | ----------------------------------------------------------------- | --------------------------- | --------- | ------- |
| 2017 | Lady Gaga Carpool Karaoke” – The Late Late Show with James Corden | Trend                       | Nominacja | [ 40 ]  |
| 2018 | Gaga: Five Foot Two                                               | Najlepszy dokument muzyczny | Wygrane   | [ 41 ]  |
| 2019 | Narodziny gwiazdy                                                 | Najlepszy występ w filmie   | Wygrane   | [ 42 ]  |
| 2019 | „Shallow”                                                         | Najlepsza piosenka filmowa  | Wygrane   | [ 42 ]  |
| 2022 | Dom Gucci                                                         | Najlepszy występ w filmie   | Nominacja | [ 43 ]  |
| 2023 | „Hold My Hand”                                                    | Najlepsza piosenka filmowa  | Nominacja | [ 44 ]  |

#### Europejskie Nagrody Muzyczne MTV
| Rok  | Nomiancja                | Kategoria                    | Reultat   | Przypisy      |
| ---- | ------------------------ | ---------------------------- | --------- | ------------- |
| 2009 | Lady Gaga                | Najlepszy nowy artysta       | Wygrana   | [ 45 ]        |
| 2009 | Lady Gaga                | Najlepsza wokalistka         | Nominacja | [ 45 ]        |
| 2009 | Lady Gaga                | World Stage Live Performance | Nominacja | [ 45 ]        |
| 2009 | Lady Gaga                | Najlepszy występ na żywo     | Nominacja | [ 45 ]        |
| 2009 | „Poker Face”             | Najlepsza piosenka           | Nominacja | [ 45 ]        |
| 2010 | Lady Gaga                | Najlepsza wokalistka         | Wygrana   | [ 46 ] [ 47 ] |
| 2010 | Lady Gaga                | Najlepszy występ na żywo     | Nominacja | [ 46 ] [ 47 ] |
| 2010 | Lady Gaga                | Najlepszy pop                | Wygrana   | [ 46 ] [ 47 ] |
| 2010 | „Bad Romance”            | Najlepsza piosenka           | Wygrana   | [ 46 ] [ 47 ] |
| 2010 | „Telephone”              | Najlepszy teledysk           | Nominacja | [ 46 ] [ 47 ] |
| 2011 | Lady Gaga                | Najlepsza wokalistka         | Wygrana   | [ 48 ]        |
| 2011 | Lady Gaga                | Najlepszy występ na żywo     | Nominacja | [ 48 ]        |
| 2011 | Lady Gaga                | Najlepszy pop                | Nominacja | [ 48 ]        |
| 2011 | Lady Gaga                | Najlepszy North American Act | Nominacja | [ 48 ]        |
| 2011 | Lady Gaga                | Najwierniejsi fani           | Wygrana   | [ 48 ]        |
| 2011 | „Born This Way”          | Najlepsza piosenka           | Wygrana   | [ 48 ]        |
| 2011 | „Born This Way”          | Najlepszy teledysk           | Wygrana   | [ 48 ]        |
| 2012 | Lady Gaga                | Najlepszy występ na żywo     | Nominacja | [ 49 ]        |
| 2012 | Lady Gaga                | Najwierniejsi fani           | Nominacja | [ 49 ]        |
| 2012 | „Marry the Night”        | Najlepszy teledysk           | Nominacja | [ 49 ]        |
| 2013 | Lady Gaga                | Najlepsza wokalistka         | Nominacja | [ 50 ]        |
| 2013 | Lady Gaga                | Najlepszy styl               | Nominacja | [ 50 ]        |
| 2013 | Lady Gaga                | Najwierniejsi fani           | Nominacja | [ 50 ]        |
| 2013 | „Applause”               | Najlepszy teledysk           | Nominacja | [ 50 ]        |
| 2015 | Lady Gaga i Tony Bennett | Najlepszy występ na żywo     | Nominacja | [ 51 ]        |
| 2016 | Lady Gaga                | Najlepsza wokalistka         | Wygrana   | [ 52 ]        |
| 2016 | Lady Gaga                | Najlepszy styl               | Wygrana   | [ 52 ]        |
| 2016 | Lady Gaga                | Najwierniejsi fani           | Nominacja | [ 52 ]        |
| 2020 | Lady Gaga                | Najlepszy artysta            | Wygrana   | [ 53 ]        |
| 2020 | Lady Gaga                | Najlepszy pop                | Nominacja | [ 53 ]        |
| 2020 | Lady Gaga                | Najlepszy US Act             | Wygrana   | [ 53 ]        |
| 2020 | Lady Gaga                | Najwierniejsi fani           | Nominacja | [ 53 ]        |
| 2020 | „Rain on Me”             | Najlepsza piosenka           | Nominacja | [ 53 ]        |
| 2020 | „Rain on Me”             | Najlepszy teledysk           | Nominacja | [ 53 ]        |
| 2020 | „Rain on Me”             | Najlepsza współpraca         | Nominacja | [ 53 ]        |
| 2021 | Lady Gaga                | Najlepszy artysta            | Nominacja | [ 54 ]        |
| 2021 | Lady Gaga                | Najwierniejsi fani           | Nominacja | [ 54 ]        |
| 2022 | Lady Gaga                | Najlepszy występ na żywo     | Nominacja | [ 55 ]        |
| 2022 | Lady Gaga                | Najwierniejsi fani           | Nominacja | [ 55 ]        |
| 2025 | „Die with a Smile”       | Najlepsza współpraca         | Nominacja | [ 56 ]        |

#### MTV Video Music Awards
| Rok  | Nominowane dzieło | Kategoria                                                    | Rezultat  | Przypisy      |
| ---- | ----------------- | ------------------------------------------------------------ | --------- | ------------- |
| 2009 | „Poker Face”      | MTV Video Music Awards dla teledysku roku                    | Nominacja | [ 57 ] [ 58 ] |
| 2009 | „Poker Face”      | MTV Video Music Awards dla najlepszego żeńskiego teledysku   | Nominacja | [ 57 ] [ 58 ] |
| 2009 | „Poker Face”      | MTV Video Music Awards dla najlepszego teledysku pop         | Nominacja | [ 57 ] [ 58 ] |
| 2009 | „Poker Face”      | MTV Video Music Awards dla najlepszego nowego artysty        | Wygrana   | [ 57 ] [ 58 ] |
| 2009 | „Paparazzi”       | MTV Video Music Awards dla najlepszej reżyserii              | Nominacja | [ 57 ] [ 58 ] |
| 2009 | „Paparazzi”       | MTV Video Music Awards dla najlepszego montażu               | Nominacja | [ 57 ] [ 58 ] |
| 2009 | „Paparazzi”       | MTV Video Music Awards dla najlepszych efektów specjalnych   | Wygrana   | [ 57 ] [ 58 ] |
| 2009 | „Paparazzi”       | MTV Video Music Awards dla najlepszej kinematografii         | Nominacja | [ 57 ] [ 58 ] |
| 2009 | „Paparazzi”       | MTV Video Music Awards dla najlepszej dyrekcji artystycznej  | Wygrana   | [ 57 ] [ 58 ] |
| 2010 | „Bad Romance”     | MTV Video Music Awards za teledysk roku                      | Wygrana   | [ 59 ]        |
| 2010 | „Bad Romance”     | MTV Video Music Awards dla najlepszego żeńskiego teledysku   | Wygrana   | [ 59 ]        |
| 2010 | „Bad Romance”     | MTV Video Music Awards dla najlepszej reżyserii              | Wygrana   | [ 59 ]        |
| 2010 | „Bad Romance”     | MTV Video Music Awards dla najlepszego montażu               | Wygrana   | [ 59 ]        |
| 2010 | „Bad Romance”     | MTV Video Music Awards dla najlepszej choreografii           | Wygrana   | [ 59 ]        |
| 2010 | „Bad Romance”     | MTV Video Music Awards dla najlepszego teledysku dance       | Wygrana   | [ 59 ]        |
| 2010 | „Bad Romance”     | MTV Video Music Awards dla najlepszego teledysku pop         | Wygrana   | [ 59 ]        |
| 2010 | „Telephone”       | MTV Video Music Awards za najlepszą współpracę               | Wygrana   | [ 59 ]        |
| 2010 | „Telephone”       | MTV Video Music Awards za teledysk roku                      | Nominacja | [ 59 ]        |
| 2010 | „Telephone”       | MTV Video Music Awards najlepszą choreografię                | Nominacja | [ 59 ]        |
| 2010 | „Video Phone”     | MTV Video Music Awards za najlepszą współpracę               | Nominacja | [ 59 ]        |
| 2010 | „Video Phone”     | MTV Video Music Awards za najlepszy teledysk pop             | Nominacja | [ 59 ]        |
| 2010 | „Bad Romance”     | MTV Video Music Awards za najlepsze efekty specjalne         | Nominacja | [ 59 ]        |
| 2010 | „Bad Romance”     | MTV Video Music Awards za najlepszą edycję                   | Nominacja | [ 59 ]        |
| 2010 | „Bad Romance”     | MTV Video Music Awards za najlepszą kinematografię           | Nominacja | [ 59 ]        |
| 2011 | „Born This Way”   | MTV Video Music Awards dla najlepszego żeńskiego teledysku   | Wygrana   | [ 60 ]        |
| 2011 | „Born This Way”   | MTV Video Music Awards dla najlepszego teledysku z przekazem | Wygrana   | [ 60 ]        |
| 2011 | „Judas”           | MTV Video Music Awards najlepszą choreografię                | Nominacja | [ 60 ]        |
| 2011 | „Judas”           | MTV Video Music Awards za najlepszą edycję                   | Nominacja | [ 60 ]        |
| 2020 | „Rain on Me”      | MTV Video Music Awards za teledysk roku                      | Nominacja | [ 61 ]        |
| 2020 | „Rain on Me”      | MTV Video Music Award za piosenkę roku                       | Wygrana   | [ 61 ]        |
| 2020 | „Rain on Me”      | MTV Video Music Award za najlepszą współpracę                | Wygrana   | [ 61 ]        |
| 2020 | „Rain on Me”      | MTV Video Music Award za najlepszy teledysk pop              | Nominacja | [ 61 ]        |
| 2020 | „Rain on Me”      | MTV Video Music Award za najlepszą kinematografię            | Wygrana   | [ 61 ]        |
| 2020 | „Rain on Me”      | MTV Video Music Award za najlepsze efekty specjalne          | Nominacja | [ 61 ]        |
| 2020 | „Rain on Me”      | MTV Video Music Award za najlepszą choreografię              | Nominacja | [ 61 ]        |
| 2020 | „Smile (cover)”   | MTV Video Music Award za najlepszy występ na kwarantannie    | Nominacja | [ 61 ]        |
| 2020 | Lady Gaga         | MTV Video Music Award dla najlepszego artysty                | Wygrana   | [ 61 ]        |
| 2020 | Lady Gaga         | MTV Video Music TRICON Award                                 | Wygrana   | [ 61 ]        |
|      |                   |                                                              |           |               |

### Critics’ Choice Movie Awards
| Rok  | Nominowane dzieło       | Kategoria                         | Rezultat  | Przypisy |
| ---- | ----------------------- | --------------------------------- | --------- | -------- |
| 2012 | „Hello Hello”           | Najlepsza piosenka                | Nominacja | [ 62 ]   |
| 2016 | „Til It Happens to You” | Najlepsza piosenka                | Nominacja | [ 63 ]   |
| 2019 | „Shallow”               | Najlepsza piosenka                | Wygrana   | [ 64 ]   |
| 2019 | Narodziny gwiazdy       | Najlepsza aktorka pierwszoplanowa | Wygrana   | [ 64 ]   |
| 2022 | Dom Gucci               | Najlepsza aktorka pierwszoplanowa | Nominacja | [ 65 ]   |
| 2023 | „Hold My Hand”          | Najlepsza piosenka                | Nominacja | [ 66 ]   |

## Inne nagrody

### Alliance of Women Film Journalists
| Rok  | Film              | Kategoria         | Rezultat | Przypisy |
| ---- | ----------------- | ----------------- | -------- | -------- |
| 2019 | Narodziny gwiazdy | Najlepsza aktorka | Nominaja | [ 67 ]   |
| 2021 | Dom Gucci         | Najlepsza aktorka | Nominaja | [ 68 ]   |

### Billboard Music Awards(tylko wygrane)
| Rok  | Nominowane dzieło | Kategoria                              | Przypisy |
| ---- | ----------------- | -------------------------------------- | -------- |
| 2011 | Lady Gaga         | Najlepszy artysta pop                  | [ 69 ]   |
| 2011 | Lady Gaga         | Najlepszy artysta dance                | [ 69 ]   |
| 2011 | The Fame          | Najlepszy dance album                  | [ 69 ]   |
| 2012 | Lady Gaga         | Ulubiony artysta                       | [ 70 ]   |
| 2012 | Lady Gaga         | Najlepszy dance artysta                | [ 70 ]   |
| 2012 | Lady Gaga         | Najlepszy styl                         | [ 70 ]   |
| 2012 | The Fame          | Najlepszy album elektroniczny/taneczny | [ 70 ]   |
| 2021 | Lady Gaga         | Najlepszy artysta taneczny             | [ 71 ]   |
| 2021 | Chromatica        | Najlepszy album elektroniczny          | [ 71 ]   |
| 2022 | Lady Gaga         | Najlepszy dance artysta                | [ 72 ]   |

### British LGBT Awards
| Rok  | Kategoria                                                     | Rezultat  | Przypisy |
| ---- | ------------------------------------------------------------- | --------- | -------- |
| 2015 | Artysta muzyczny LGBT+                                        | Nominacja | [ 73 ]   |
| 2016 | Globalna ikona                                                | Nominacja | [ 74 ]   |
| 2017 | Celbryta LGBT+                                                | Nominacja | [ 75 ]   |
| 2022 | Celbryta LGBT+                                                | Wygrana   | [ 76 ]   |
| 2022 | moment medialny (za 10 rocznice wydania albumu Born This Way) | Nominacja | [ 76 ]   |

### Dorian Awards
| Rok  | Nominowane dzieło                                                              | Kategoria                                  | Rezultat  | Przypis |
| ---- | ------------------------------------------------------------------------------ | ------------------------------------------ | --------- | ------- |
| 2012 | Lady Gaga Presents the Monster Ball Tour: At Madison Square Garden             | Muzyczny telewizyjny program roku          | Wygrana   | [ 77 ]  |
| 2012 | A Very Gaga Thanksgiving                                                       | Muzyczny telewizyjny program roku          | Nominacja | [ 77 ]  |
| 2016 | Występ muzyczny na 87. ceremonia wręczenia Oscarów                             | Muzyczny telewizyjny występ roku           | Nominacja | [ 78 ]  |
| 2017 | Występ muzyczny na 88. ceremonia wręczenia Oscarów                             | Muzyczny telewizyjny występ roku           | Nominacja | [ 79 ]  |
| 2018 | Pokaz na Super Bowl z Lady Gagą w roli głównej                                 | Muzyczny telewizyjny występ roku           | Nominacja | [ 80 ]  |
| 2019 | Narodziny gwiazdy                                                              | Najlpeszy kobiecy występ aktorski w filmie | Nominacja | [ 81 ]  |
| 2019 | Lady Gaga                                                                      | Wilde artist of the year                   | Nominacja | [ 81 ]  |
| 2020 | Występ muzyczny na 91. ceremonia wręczenia Oscarów (wspólnie z Bradley Cooper) | Muzyczny telewizyjny występ roku           | Wygrana   | [ 82 ]  |
| 2020 | Lady Gaga                                                                      | Wilde artist of the year                   | Wygrana   | [ 82 ]  |

### Eska Music Awards
| Rok  | Nominowane dzieło | Kategoria           | Rezultat | Przypisy |
| ---- | ----------------- | ------------------- | -------- | -------- |
| 2009 | Lady Gaga         | Debiut roku – świat | Wygrana  | [ 83 ]   |
| 2011 | Lady Gaga         | Artystka Roku Świat | Wygrana  | [ 84 ]   |

### Festiwale filmowe

#### Capri Hollywood International Film Festival
| Rok  | Nominowane dzieło | Kategoria                       | Rezultat | Przypis |
| ---- | ----------------- | ------------------------------- | -------- | ------- |
| 2019 | „Shallow”         | Najlepsza piosenka              | Wygrana  | [ 85 ]  |
| 2022 | Dom Gucci         | Najlepsza aktorka               | Wygrana  | [ 85 ]  |
| 2022 | Dom Gucci         | Włosko-amerykański artysta roku | Wygrana  | [ 85 ]  |

#### Los Angeles Italia Film Festival
| Rok  | Nominowane dzieło       | Kategoria     | Rezultat | Przypis |
| ---- | ----------------------- | ------------- | -------- | ------- |
| 2016 | „Til It Happens to You” | Piosenka roku | Wygrana  | [ 86 ]  |

#### Palm Springs International Film Festival
| Rok  | Nominacja | Kategoria     | Rezultat | Przypis |
| ---- | --------- | ------------- | -------- | ------- |
| 2022 | Lady Gaga | Nagroda Ikony | Wygrana  | [ 87 ]  |

### Fryderyki
| Rok  | Nominowane dzieło                     | Kategoria                   | Rezultat  | Przypisy |
| ---- | ------------------------------------- | --------------------------- | --------- | -------- |
| 2019 | Narodziny gwiazdy (ścieżka dźwiękowa) | Najlepszy album zagraniczny | Nominacja | [ 88 ]   |

### Gold Derby Awards

#### Music
| Rok  | Nominowane dzieło                               | Kategoria              | Rezultat  | Przypisy |
| ---- | ----------------------------------------------- | ---------------------- | --------- | -------- |
| 2021 | Lady Gaga                                       | Artysta roku           | Nominacja | [ 89 ]   |
| 2021 | Lady Gaga                                       | Najlepszy artysta pop  | Nominacja | [ 89 ]   |
| 2021 | „Stupid Love”                                   | Piosenka roku          | Nominacja | [ 89 ]   |
| 2021 | „Stupid Love”                                   | Rekord roku            | Nominacja | [ 89 ]   |
| 2021 | „Rain on Me”                                    | Rekord roku            | Nominacja | [ 89 ]   |
| 2021 | „Rain on Me”                                    | Piosenka roku          | Nominacja | [ 89 ]   |
| 2021 | „Rain on Me”                                    | Teledysk roku          | Wygrana   | [ 89 ]   |
| 2021 | Chromatica                                      | Album roku             | Nominacja | [ 90 ]   |
| 2022 | Lady Gaga                                       | Artysta roku           | Nominacja | [ 90 ]   |
| 2022 | Lady Gaga                                       | Najlepszy artysta pop  | Nominacja | [ 90 ]   |
| 2022 | „I Get a Kick Out of You” (wraz z Tony Bennett) | Najlepsza współpraca   | Nominacja | [ 90 ]   |
| 2022 | „I Get a Kick Out of You” (wraz z Tony Bennett) | Rekord roku            | Nominacja | [ 90 ]   |
| 2022 | „911”                                           | Rekord roku            | Nominacja | [ 90 ]   |
| 2022 | „911”                                           | Piosenka roku          | Nominacja | [ 90 ]   |
| 2022 | „911”                                           | Najlepszy teledysk     | Nominacja | [ 90 ]   |
| 2022 | „911”                                           | Najlepsza piosenka pop | Nominacja | [ 90 ]   |
| 2022 | Love For Sale (wraz z Tony Bennett)             | Albym roku             | Nominacja | [ 90 ]   |
| 2022 | Love For Sale (wraz z Tony Bennett)             | Najlepszy pop album    | Nominacja | [ 90 ]   |
| 2023 | „Hold My Hand”                                  | Piosenka roku          | Nominacja | [ 91 ]   |
| 2023 | „Hold My Hand”                                  | Nagranie roku          | Nominacja | [ 91 ]   |
| 2023 | „Hold My Hand”                                  | Najlepszy teledysk     | Nominacja | [ 91 ]   |

#### Film
| Rok  | Nominowane dzieło | Kategoria                      | Rezultat  | Przypisy |
| ---- | ----------------- | ------------------------------ | --------- | -------- |
| 2019 | Narodziny gwiazdy | Najlepsza aktorka              | Nominacja | [ 92 ]   |
| 2019 | Narodziny gwiazdy | Najlepsza obsada               | Nominacja | [ 92 ]   |
| 2019 | Narodziny gwiazdy | Najlepsza piosenka („Shallow”) | Wygrana   | [ 92 ]   |
| 2022 | Dom Gucci         | Najlepsza aktorka              | Nominacja | [ 93 ]   |

### Hollywood Music in Media Awards
| Rok  | Nominowane dzieło              | Kategoria                                         | Rezultat  | Przypis |
| ---- | ------------------------------ | ------------------------------------------------- | --------- | ------- |
| 2015 | „Til It Happens to You”        | Najlepsza piosenka w filmie dokumentalnym         | Wygrana   | [ 94 ]  |
| 2017 | Gaga: Five Foot Two            | Najlepszy muzyczny dokument filmowy               | Nominacja | [ 95 ]  |
| 2018 | Narodziny gwiazdy              | Najlepsza ścieżka dźwiękowa                       | Nominacja | [ 96 ]  |
| 2018 | „Shallow”                      | Najlepsza piosenka oryginalna w filmie fabularnym | Wygrana   | [ 96 ]  |
| 2022 | Top Gun: Maverick (soundtrack) | Najlepsza ścieżka dźwiękowa                       | Nominacja | [ 97 ]  |
| 2022 | „Hold My Hand”                 | Najlepsza piosenka oryginalna w filmie fabularnym | Nominacja | [ 97 ]  |

### iHeartRadio Music Awards
| Rok  | Nominowane dzieło                   | Kategoria                   | Rezultat  | Przypisy |
| ---- | ----------------------------------- | --------------------------- | --------- | -------- |
| 2014 | Little Monsters (Fanclub Lady Gaga) | Best Fan Army               | Nominacja | [ 98 ]   |
| 2016 | „Til It Happens to You”             | Najlepsza piosenka filmowa  | Wygrana   | [ 99 ]   |
| 2016 | Lady Gaga                           | Biggest Triple Threat       | Nominacja | [ 99 ]   |
| 2017 | Little Monsters (Fanclub Lady Gaga) | Best Fan Army               | Nominacja | [ 100 ]  |
| 2019 | „Your Song”                         | Najlepszy cover             | Nominacja | [ 101 ]  |
| 2019 | „I’ll Never Love Again”             | Piosenka, która wstrząsnęła | Wygrana   | [ 101 ]  |
| 2021 | „Rain on Me”                        | Taneczna piosenka roku      | Nominacja | [ 102 ]  |
| 2021 | „Rain on Me”                        | Najlepszy teledysk          | Nominacja | [ 102 ]  |
| 2023 | The Chromatica Ball                 | Najlepszy styl koncertowy   | Nominacja | [ 103 ]  |
| 2023 | Enigma + Jazz & Piano               | Najlepsza rezydencja        | Nominacja | [ 103 ]  |
| 2025 | Lady Gaga                           | Innovator Award             | Wygrana   | [ 104 ]  |
| 2025 | „Die with a Smile”                  | Najlepsza kolaboracja       | Wygrana   | [ 104 ]  |
| 2025 | „Die with a Smile”                  | Najlepszy teledysk          | Nominacja | [ 104 ]  |
| 2025 | Gaga Chromatica Ball                | Ulubione na ekranie         | Nominacja | [ 104 ]  |

### International Dance Music Awards
| Rok  | Nominowane dzieło                | Kategoria                        | Rezultat  | Przypisy |
| ---- | -------------------------------- | -------------------------------- | --------- | -------- |
| 2009 | Lady Gaga                        | International Dance Music Award  | Wygrana   | [ 105 ]  |
| 2009 | „Just Dance” Feat. Colby O’Donis | Najlepsza artystka wyłomu (solo) | Wygrana   | [ 105 ]  |
| 2009 | „Just Dance” Feat. Colby O’Donis | Najlepsze muzyczne video         | Nominacja | [ 105 ]  |
| 2010 | Lady Gaga                        | Najlepszy artysta solowy         | Wygrana   | [ 106 ]  |
| 2010 | The Fame Monster                 | Najlepszy album                  | Nominacja | [ 106 ]  |
| 2010 | „Bad Romance”                    | Najlepszy teledysk               | Wygrana   | [ 106 ]  |
| 2010 | „Bad Romance”                    | Najlepsza taneczna piosenka      | Nominacja | [ 106 ]  |
| 2011 | Lady Gaga                        | Najlepszy artysta solowy         | Wygrana   | [ 107 ]  |
| 2011 | „Telephone”                      | Najlepszy teledysk               | Nominacja | [ 107 ]  |
| 2011 | „Alejandro”                      | Najlepsza taneczna piosenka      | Wygrana   | [ 107 ]  |
| 2012 | Lady Gaga                        | Najlepszy artysta solowy         | Nominacja | [ 108 ]  |
| 2012 | „Judas”                          | Najlepszy teledysk               | Nominacja | [ 108 ]  |
| 2012 | „Born This Way”                  | Najlepsza taneczna piosenka      | Nominacja | [ 108 ]  |
| 2014 | Lady Gaga                        | Najlepszy artysta solowy         | Nominacja | [ 109 ]  |

### Japan Gold Disc Award
| Rok  | Nominacja                                                         | Kategoria                                | Rezultat | Przypisy |
| ---- | ----------------------------------------------------------------- | ---------------------------------------- | -------- | -------- |
| 2010 | Lady Gaga                                                         | Nowy Artysta Roku (zachodni)             | Wygrana  | [ 110 ]  |
| 2010 | Lady Gaga                                                         | 3 najlepszych zachodnich nowych artystów | Wygrana  | [ 110 ]  |
| 2011 | Lady Gaga                                                         | Artysta Roku (zachodni)                  | Wygrana  | [ 111 ]  |
| 2012 | Lady Gaga                                                         | Artysta Roku (zachodni)                  | Wygrana  | [ 112 ]  |
| 2012 | Born This Way                                                     | Album roku (zachodni)                    | Wygrana  | [ 112 ]  |
| 2012 | Born This Way                                                     | Najlepsze 3 albumy (zachodnie)           | Wygrana  | [ 112 ]  |
| 2012 | „Born This Way”                                                   | Piosenka roku                            | Wygrana  | [ 112 ]  |
| 2013 | Lady Gaga Presents the Monster Ball Tour: At Madison Square Garde | Najlpesze muzyczne video                 | Wygrana  | [ 113 ]  |
| 2014 | Artpop                                                            | Najlepsze 3 albumy (zachodnie)           | Wygrana  | [ 114 ]  |
| 2015 | Cheek to Cheek                                                    | Najlpeszy album jazz                     | Wygrana  | [ 115 ]  |
| 2021 | Chromatica                                                        | Album roku (zachodni)                    | Wygrana  | [ 116 ]  |
| 2021 | Chromatica                                                        | Najlepsze 3 albumy (zachodnie)           | Wygrana  | [ 116 ]  |
| 2023 | Top Gun: Maverick (soundtrack)                                    | Najlepsza ścieżka dźwiękowa roku         | Wygrana  | [ 117 ]  |
| 2023 | „Hold My Hand”                                                    | Piosenka roku                            | Wygrana  | [ 117 ]  |

### Nagrody Australijskiej Akademii Sztuki Filmowej i Telewizyjnej
| Rok  | Film              | Kategoria                        | Rezultat  | Przypis |
| ---- | ----------------- | -------------------------------- | --------- | ------- |
| 2018 | Narodziny gwiazdy | Najlepsza międzynarodowa aktorka | Nominacja | [ 118 ] |
| 2021 | House of Gucci    | Najlepsza międzynarodowa aktorka | Nominacja | [ 119 ] |

### Nagroda Fundacji Uniwersytetu Harvarda
| Rok  | Nominacja | Kategoria    | Rezultat | Przypisy |
| ---- | --------- | ------------ | -------- | -------- |
| 2022 | Lady Gaga | Artysta roku | Wygrana  | [ 120 ]  |

### Nagroda Satelita
| Rok  | Nominowane dzieło              | Kategoria                                 | Rezlutat  | Przypis         |
| ---- | ------------------------------ | ----------------------------------------- | --------- | --------------- |
| 2011 | „Hello Hello”                  | Najlepesza piosenka oryginalna            | Nominacja | [ 121 ]         |
| 2016 | „Til It Happens to You”        | Najlepesza piosenka oryginalna            | Wygrana   | [ 122 ]         |
| 2016 | American Horror Story: Hotel   | Najlepesza aktorka w serialu dramatycznym | Nominacja | [ 122 ]         |
| 2019 | Narodziny gwiazdy              | Najlepszpa aktorka – musical lub komedia  | Nominacja | [ 123 ]         |
| 2019 | „Shallow”                      | Najlepsza oryginalna piosenka             | Wygrana   | [ 123 ]         |
| 2022 | Dom Gucci                      | Najlepsza aktorka – dramat kinowy         | Nominacja | [ 124 ]         |
| 2023 | „Hold My Hand”                 | Najlepsza oryginalna piosenka             | Wygrana   | [ 125 ] [ 126 ] |
| 2023 | Top Gun: Maverick (soundtrack) | Najlepsza ścieżka dźwiękowa               | Nominacja | [ 125 ] [ 126 ] |

### National Board of Review
| Rok  | Film              | Kategoria         | Rezultat | Przypisy |
| ---- | ----------------- | ----------------- | -------- | -------- |
| 2018 | Narodziny gwiazdy | Najlepsza aktorka | Wygrana  | [ 127 ]  |

### Nickelodeon Kids’ Choice Awards
| Rok  | Nominacja     | Kategoria           | Rezultat  | Przypisy |
| ---- | ------------- | ------------------- | --------- | -------- |
| 2010 | Lady Gaga     | Ulubiona wokalistka | Nominacja | [ 128 ]  |
| 2010 | „Paparazzi”   | Ulubiona piosenka   | Nominacja | [ 128 ]  |
| 2012 | Lady Gaga     | Ulubiona wokalistka | Nominacja | [ 129 ]  |
| 2012 | Born This Way | Ulubiona piosenka   | Nominacja | [ 129 ]  |
| 2014 | Lady Gaga     | Ulubiona wokalistka | Nominacja | [ 130 ]  |
| 2021 | „Rain on Me”  | Ulubiona współpraca | Nominacja | [ 131 ]  |
| 2022 | Lady Gaga     | Ulubiona wokalistka | Nominacja | [ 132 ]  |
| 2023 | Lady Gaga     | Ulubiona wokalistka | Nominacja | [ 133 ]  |

### People’s Choice Awards
| Rok  | Nominowane dzieło                   | Kategoria                    | Rezultat  | Przypisy |
| ---- | ----------------------------------- | ---------------------------- | --------- | -------- |
| 2010 | Lady Gaga                           | Ulubiony Popowy artysta      | Wygrana   | [ 134 ]  |
| 2010 | Lady Gaga                           | Ulubiony artysta wybuchowy   | Wygrana   | [ 134 ]  |
| 2011 | Lady Gaga                           | Ulubiona żeńska artystka     | Nominacja | [ 135 ]  |
| 2011 | Lady Gaga                           | Ulubiony Popowy artysta      | Nominacja | [ 135 ]  |
| 2011 | „Telephone”                         | Ulubiona teledysk            | Nominacja | [ 135 ]  |
| 2011 | „Telephone”                         | Ulubiona piosenka            | Nominacja | [ 135 ]  |
| 2012 | Lady Gaga                           | Ulubiona żeńska artystka     | Nominacja | [ 136 ]  |
| 2012 | Lady Gaga                           | Ulubiony Popowy artysta      | Nominacja | [ 136 ]  |
| 2012 | Born This Way                       | Ulubiony album roku          | Wygrana   | [ 136 ]  |
| 2012 | „The Edge of Glory”                 | Ulubiona piosenka            | Nominacja | [ 136 ]  |
| 2012 | „Judas”                             | Ulubiony teledysk            | Nominacja | [ 136 ]  |
| 2014 | Little Monsters                     | Favorite Music Fan Following | Nominacja | [ 137 ]  |
| 2016 | Lady Gaga                           | Ulubiona aktorka             | Nominacja | [ 138 ]  |
| 2017 | Lady Gaga                           | Ulubiona gwiazda w sieci     | Nominacja | [ 139 ]  |
| 2019 | Lady Gaga                           | Gwiazda stylu                | Nominacja | [ 140 ]  |
| 2019 | Enigma                              | Trasa koncertowa roku        | Nominacja | [ 140 ]  |
| 2020 | Lady Gaga                           | Ulubiona żeńska artystka     | Nominacja | [ 141 ]  |
| 2020 | Lady Gaga                           | Ulubiona gwiazda w sieci     | Nominacja | [ 141 ]  |
| 2020 | Lady Gaga                           | Gwiazda stylu                | Nominacja | [ 141 ]  |
| 2020 | Chromatica                          | Album roku                   | Nominacja | [ 141 ]  |
| 2020 | „Rain on Me” (wraz z Ariana Grande) | Piosenka roku                | Nominacja | [ 141 ]  |
| 2020 | „Rain on Me” (wraz z Ariana Grande) | Współpraca roku              | Nominacja | [ 141 ]  |
| 2020 | „Rain on Me” (wraz z Ariana Grande) | Teledysk roku                | Nominacja | [ 141 ]  |
| 2022 | Lady Gaga                           | Ulubiona żeńska artystka     | Nominacja | [ 142 ]  |
| 2022 | „Hold My Hand”                      | Piosenka roku                | Nominacja | [ 142 ]  |
| 2022 | The Chromatica Ball                 | Trasa koncertowa roku        | Nominacja | [ 142 ]  |

### Premios Oye
| Rok  | Nominowane dzieło | Kategoria              | Rezultat  | Przypisy |
| ---- | ----------------- | ---------------------- | --------- | -------- |
| 2009 | The Fame          | Album roku             | Wygrana   | [ 143 ]  |
| 2009 | The Fame          | Najlepszy nowy artysta | Wygrana   | [ 143 ]  |
| 2009 | „Poker Face”      | Zapis roku             | Wygrana   | [ 143 ]  |
| 2010 | The Fame Monster  | Album roku             | Wygrana   | [ 144 ]  |
| 2010 | „Bad Romance”     | Zapis roku             | Nominacja | [ 144 ]  |
| 2010 | „Judas”           | Zapis roku             | Nominacja | [ 144 ]  |
| 2012 | Born This Way     | Album roku             | Nominacja | [ 145 ]  |

### Stowarzyszenia krytyków

#### Stowarzyszenie Nowojorskich Krytyków Filmowych
| Rok  | Film      | Kategoria         | Rezultat | Przypisy |
| ---- | --------- | ----------------- | -------- | -------- |
| 2021 | Dom Gucci | Najlepsza aktorka | Wygrana  | [ 146 ]  |

#### Stowarzyszenie Krytyków Filmowych w Waszyngtonie
| Rok  | Film              | Kategoria         | Rezultat  | Przypisy |
| ---- | ----------------- | ----------------- | --------- | -------- |
| 2018 | Narodziny gwiazdy | Najlepsza aktorka | Wygrana   | [ 147 ]  |
| 2021 | Dom Gucci         | Najlepsza aktorka | Nominacja | [ 148 ]  |

#### Stowarzyszenie Krytyków Filmowych w Georgii
| Rok  | Film               | Kategoria                                               | Reulatat  | Przypisy |
| ---- | ------------------ | ------------------------------------------------------- | --------- | -------- |
| 2015 | The Hunting Ground | Najlepsza piosenka oryginalna („Til It Happens to You”) | Nominacja | [ 149 ]  |
| 2018 | Narodziny gwiazdy  | Najlepsza piosenka oryginalna („Shallow”)               | Wygrana   | [ 150 ]  |
| 2018 | Narodziny gwiazdy  | Breakthrough Award                                      | Nominacja | [ 150 ]  |
| 2018 | Narodziny gwiazdy  | Najlepsza aktorka                                       | Nominacja | [ 150 ]  |
| 2021 | Dom Gucci          | Najlepsza aktorka                                       | Nominacja | [ 151 ]  |
| 2023 | Top Gun: Maverick  | Najlepsza piosenka oryginalna („Hold My Hand”)          | Wygrana   | [ 152 ]  |

#### Stowarzyszenie Krytyków Filmowych w Chicago
| Rok  | Film              | Kategoria                      | Reultat   | Przypisy |
| ---- | ----------------- | ------------------------------ | --------- | -------- |
| 2018 | Narodziny gwiazdy | Najlepsza aktorka              | Nominacja | [ 153 ]  |
| 2018 | Narodziny gwiazdy | Najbardziej obiecujący artysta | Nominacja | [ 153 ]  |

#### Stowarzyszenie Krytyków Filmowych w Dublinie[154]
| Rok  | Film              | Kategoria         | Rezultat |
| ---- | ----------------- | ----------------- | -------- |
| 2018 | Narodziny gwiazdy | Najlepsza aktorka | Wygrana  |

#### Stowarzyszenie Krytyków Filmowych w Seattle
| Rok  | Film              | Kategoria         | Rezultat  | Przypisy |
| ---- | ----------------- | ----------------- | --------- | -------- |
| 2018 | Narodziny gwiazdy | Najlepsza aktorka | Nominacja | [ 155 ]  |
| 2022 | Dom Gucci         | Najlepsza aktorka | Nominacja | [ 156 ]  |

#### Stowarzyszenie Krytyków Filmowych Hollywood
| Rok  | Film              | Kategoria                                      | Rezultat  | Przypis         |
| ---- | ----------------- | ---------------------------------------------- | --------- | --------------- |
| 2018 | Narodziny gwiazdy | Najlepsza aktorka                              | Nominacja | [ 157 ] [ 158 ] |
| 2018 | Narodziny gwiazdy | Przełomowa wydajność                           | Nominacja | [ 157 ] [ 158 ] |
| 2018 | Narodziny gwiazdy | Najlepsza piosenka oryginalna („Shallow”)      | Wygrana   | [ 157 ] [ 158 ] |
| 2022 | Dom Gucci         | Najlepsza aktorka                              | Nominacja | [ 159 ]         |
| 2023 | Top Gun: Maverick | Najlepsza piosenka oryginalna („Hold My Hand”) | Nominacja | [ 160 ]         |

#### Stowarzyszenie Krytyków Filmowych Houston
| Rok  | Film              | Kategoria                                      | Rezultat  | Przypisy |
| ---- | ----------------- | ---------------------------------------------- | --------- | -------- |
| 2018 | Narodziny gwiazdy | Najlepsza aktorka                              | Nominacja | [ 161 ]  |
| 2018 | Narodziny gwiazdy | Najlepsza piosenka oryginalna („Shallow”)      | Wygrana   | [ 161 ]  |
| 2023 | Top Gun: Maverick | Najlepsza piosenka oryginalna („Hold My Hand”) | Nominacja | [ 162 ]  |

#### Stowarzyszenie Krytyków Filmowych St. Louis
| Rok  | Nominowane dzieło                     | Kategoria            | Rezultat  | Przypis |
| ---- | ------------------------------------- | -------------------- | --------- | ------- |
| 2015 | „Til It Happens to You”               | Najlepesza piosenka  | Nominacja | [ 163 ] |
| 2019 | Narodziny gwiazdy                     | Najlpeza aktorka     | Nominacja | [ 164 ] |
| 2019 | Narodziny gwiazdy (ścieżka dźwiekowa) | Najlpeszy soundtrack | Nominacja | [ 164 ] |
| 2022 | Dom Gucci                             | Najlepeza aktorka    | Nominacja | [ 165 ] |

#### Koło Krytyków Filmowych z Florydy
| Rok  | Film      | Kategoria         | Rezultat  | Przypisy |
| ---- | --------- | ----------------- | --------- | -------- |
| 2021 | Dom Gucci | Najlepsza aktorka | Nominacja | [ 166 ]  |

### Society of Composers & Lyricists
| Rok  | Nominowane dzieło | Kategoria                                               | Rezultat  | Przypis |
| ---- | ----------------- | ------------------------------------------------------- | --------- | ------- |
| 2023 | „Hold My Hand”    | Najlepsza piosenka oryginalna w dramacie lub dokumencie | Nominacja | [ 167 ] |

### Songwriters Hall of Fame
| Rok  | Nominacja | Kategoria         | Rezultat | Przypisy |
| ---- | --------- | ----------------- | -------- | -------- |
| 2015 | Lady Gaga | Współczesna Ikona | Wygrana  | [ 168 ]  |

### Szwajcarskie Nagrody Muzyczne (Swiss Music Awards)
| Rok  | Nominowane dzieło | Kategoria                         | Rezultat  |         |
| ---- | ----------------- | --------------------------------- | --------- | ------- |
| 2010 | „Poker Face”      | Najlepsza piosenka międzynarodowa | Wygrana   | [ 169 ] |
| 2010 | Lady Gaga         | Najlepszy debiut roku             | Nominacja | [ 169 ] |
| 2020 | „Shallow”         | Najlepszy międzynarodowy hit      | Wygrana   | [ 170 ] |

### Teen Choice Awards
| Rok  | Nominowane dzieło                | Kategoria                                                              | Rezultat  | Przypisy        |
| ---- | -------------------------------- | ---------------------------------------------------------------------- | --------- | --------------- |
| 2009 | „Just Dance” Feat. Colby O’Donis | Teen Choice Award za najchętniej słuchaną muzykę                       | Wygrana   | [ 171 ]         |
| 2009 | „Poker Face”                     | Teen Choice Award za najchętniej słuchany singel                       | Nominacja | [ 171 ]         |
| 2009 | The Fame                         | Teen Choice Award dla najchętniej słuchanego albumu, żeńskiego artysty | Nominacja | [ 171 ]         |
| 2009 | Lady Gaga                        | Teen Choice Award dla żeńskiego artysty                                | Nominacja | [ 171 ]         |
| 2009 | Lady Gaga                        | Teen Choice Award dla wybuchowego artysty                              | Nominacja | [ 171 ]         |
| 2009 | Lady Gaga                        | Teen Choice Award dla tancerza sławy                                   | Nominacja | [ 171 ]         |
| 2010 | Lady Gaga                        | Teen Choice Award dla żeńskiego artysty                                | Wygrana   | [ 172 ]         |
| 2010 | Lady Gaga                        | Teen Choice Award dla ikony mody czerwonego dywanu                     | Nominacja | [ 172 ]         |
| 2010 | Lady Gaga                        | Teen Choice Award dla żeńskiego gwiazdy wakacji                        | Wygrana   | [ 172 ]         |
| 2010 | The Fame Monster                 | Teen Choice Award dla najlepszego Popowego albumu                      | Nominacja | [ 172 ]         |
| 2010 | „Bad Romance”                    | Teen Choice Award dla najlepszego singla                               | Nominacja | [ 172 ]         |
| 2010 | „Telephone”                      | Teen Choice Award za najlepszy refren                                  | Nominacja | [ 172 ]         |
| 2010 | „Alejandro”                      | Teen Choice Award dla najlepszej piosenki                              | Nominacja | [ 172 ]         |
| 2011 | Lady Gaga                        | Teen Choice Award dla żeńskiego artysty                                | Nominacja | [ 173 ]         |
| 2011 | Lady Gaga                        | Teen Choice Award dla ikony mody czerwonego dywanu                     | Nominacja | [ 173 ]         |
| 2011 | „Born This Way”                  | Teen Choice Award dla najlepszego singla                               | Nominacja | [ 173 ]         |
| 2013 | Lady Gaga                        | Teen Choice Award dla osobowości Twittera                              | Nominacja | [ 174 ] [ 175 ] |
| 2014 | Lady Gaga                        | Teen Choice Award dla królowej miediów społecznościowych               | Nominacja | [ 176 ]         |

### TMF Awards
| Rok  | Nominowane dzieło | Kategoria                                                  | Rezultat  | Przypisy |
| ---- | ----------------- | ---------------------------------------------------------- | --------- | -------- |
| 2009 | „Poker Face”      | TMF Awards dla najlepszego międzynarodowego teledysku      | Nominacja | [ 177 ]  |
| 2009 | The Fame          | TMF Awards dla najlepszego albumu międzynarodowego         | Nominacja | [ 177 ]  |
| 2009 | Lady Gaga         | TMF Awards dla najlepszego artysty międzynarodowego        | Wygrana   | [ 177 ]  |
| 2009 | Lady Gaga         | TMF Awards dla najlepszego międzynarodowego artysty Pop    | Wygrana   | [ 177 ]  |
| 2009 | Lady Gaga         | TMF Awards dla najlepszego nowego artysty międzynarodowego | Wygrana   | [ 177 ]  |

### UK Music Video Awards
| Rok  | Nominowane dzieło | Kategoria                                                           | Rezultat  | Przypisy |
| ---- | ----------------- | ------------------------------------------------------------------- | --------- | -------- |
| 2009 | „Paparazzi”       | UK Music Video Awards dla najlepszego nowego międzynarodowego video | Wygrana   | [ 178 ]  |
| 2010 | „Bad Romance”     | UK Music Video Awards dla najlepszego nowego międzynarodowego video | Wygrana   | [ 179 ]  |
| 2010 | „Telephone”       | UK Music Video Awards dla najlepszego nowego międzynarodowego video | Nominacja | [ 179 ]  |

### World Soundtrack Awards
| Rok  | Nominowane działo | Kategoria                                     | Rezultat  | Przypisy |
| ---- | ----------------- | --------------------------------------------- | --------- | -------- |
| 2019 | „Shallow”         | Najlepsza piosenka napisana na potrzeby filmu | Wygrana   | [ 180 ]  |
| 2022 | „Hold My Hand”    | Najlepsza piosenka napisana na potrzeby filmu | Nominacja | [ 181 ]  |

### Złote Maliny
| Rok  | Nominowane dzieło | Kategoria                   | Rezultat  | Przypisy |
| ---- | ----------------- | --------------------------- | --------- | -------- |
| 2013 | Maczeta zabija    | Najgorszy aktor wspierający | Nominacja | [ 182 ]  |

## Inne wyróżnienia

### Rekordy Guinnessa
| Rok  | Nominacja                    | Kategoria | Status   | Przypisy |
| ---- | ---------------------------- | --- | -------- | -------- |
| 2009 | Ona sama                     | Najczęściej wyszukiwana kobieta w internecie                                                                  | Utracone | [ 183 ]  |
| 2009 | Ona sama                     | Najczęsciej pobierane dzieła kobiece w internecie                                                             | Posiada  | [ 184 ]  |
| 2009 | Ona sama                     | Większość skumulowanych tygodni na wykresie singli w Wielkiej Brytanii w ciągu jednego roku                   | Posiada  | [ 185 ]  |
| 2010 | Ona sama                     | Najczęsciej nagradzana artyska przez MTV Awards                                                               | Posiada  | [ 186 ]  |
| 2010 | „Poker Face”                 | Najwięcej tygodni na amerykańskiej liście popularnych piosenek cyfrowych                                      | Posiada  | [ 187 ]  |
| 2010 | „Telephone” (wraz z Beyonce) | Najwięcej lokowania produktu w filmie                                                                         | Posiada  | [ 188 ]  |
| 2011 | The Fame                     | Najlepiej sprzedający się album cyfrowy w Wielkiej Brytanii                                                   | Utracone | [ 189 ]  |
| 2011 | „Born This Way”              | Najlepiej sprzedający się singiel w iTunes                                                                    | Utracone | [ 190 ]  |
| 2011 | „Born This Way”              | Najszybciej sprzedający się amerykański album cyfrowy                                                         | Posiada  | [ 191 ]  |
| 2012 | Ona sama                     | Najwięcej obserwujących na Twitterze                                                                          | Utracone | [ 192 ]  |
| 2016 | Ona sama                     | Najczęściej oglądana strona Wikipedii (kobiety)                                                               | Posiada  | [ 193 ]  |
| 2019 | Ona sama                     | Pierwsza osoba nominowana do Oscara za najlepszą aktorkę i najlepszą oryginalną piosenkę w ciągu jednego roku | Posiada  | [ 194 ]  |
| 2020 | Ona sama                     | Pierwsza artystka, która zdobyła trzy single, które sprzedały się w 10 milionach egzemplarzy                  | Posiada  | [ 195 ]  |
| 2021 | Ona sama                     | Artysta, który zdobył najwięcej nagród Grammy dla najlepszego duetu/grupy za występy w grupie pop             | Posiada  | [ 196 ]  |

### Zestawienie magazynów
| Autor                | Rok       | Lista/wydarzenie                                                   | Pozycja/Tytuł                  | Przypisy |
| -------------------- | --------- | ------------------------------------------------------------------ | ------------------------------ | -------- |
| Billboard            | 2009      | Największe gwiazdy pop (1981-2019)                                 | Gwiazda roku 2009              | [ 197 ]  |
| Billboard            | 2010      | Największe gwiazdy pop (1981-2019)                                 | Uwzględniona                   | [ 197 ]  |
| Billboard            | 2011      | Największe gwiazdy pop (1981-2019)                                 | Uwzględniona                   | [ 197 ]  |
| Billboard            | 2015      | Kobieta roku w muzyce                                              | Utytułowana                    | [ 198 ]  |
| Billboard            | 2018      | 100 artystów, którzy robią najlepsze teledyski                     | 6. miejsce                     | [ 199 ]  |
| CNN                  | 2019      | 10 artystów, którzy zmienili muzykę w latach 2010–2019             | Uwzględniona                   | [ 200 ]  |
| Consequence          | 2022      | 100 najlepszych albumów w historii                                 | 45. miejsce (The Fame Monster) | [ 201 ]  |
| Consequence          | 2022      | 75 najlepszych albumów ostatnich 15 lat                            | 6. miejsce (The Fame Monster)  | [ 202 ]  |
| Entertainment Weekly | 2009      | Artysta roku                                                       | Utytułowana                    | [ 203 ]  |
| Entertainment Weekly | 2018      | Artysta roku (wraz z Bradley Cooper)                               | Utytułowana                    | [ 204 ]  |
| Forbes               | 2010      | Celebrity 100                                                      | 4. miejsce                     | [ 205 ]  |
| Forbes               | 2011      | Celebrity 100                                                      | 1. miejsce                     | [ 206 ]  |
| Forbes               | 2012      | Celebrity 100                                                      | 5. miejsce                     | [ 207 ]  |
| Forbes               | 2013      | Celebrity 100                                                      | 2. miejsce                     | [ 208 ]  |
| Forbes               | 2014      | Celebrity 100                                                      | 15. miejsce                    | [ 209 ]  |
| Forbes               | 2015      | Celebrity 100                                                      | 25. miejsce                    | [ 210 ]  |
| Forbes               | 2018      | Celebrity 100                                                      | 49. miejsce                    | [ 211 ]  |
| Forbes               | 2019      | Celebrity 100                                                      | 90. miejsce                    | [ 212 ]  |
| Forbes               | 2020      | Celebrity 100                                                      | 87. miejsce                    | [ 213 ]  |
| Forbes               | 2010      | Najlepiej zarabiające gwiazdy poniżej 30 roku życia                | 3. miejsce                     | [ 214 ]  |
| Forbes               | 2011      | Najlepiej zarabiające gwiazdy poniżej 30 roku życia                | 1. miejsce                     | [ 215 ]  |
| Forbes               | 2012      | Najlepiej zarabiające gwiazdy poniżej 30 roku życia                | 4. miejsce                     | [ 216 ]  |
| Forbes               | 2013      | Najlepiej zarabiające gwiazdy poniżej 30 roku życia                | 1. miejsce                     | [ 217 ]  |
| Forbes               | 2014      | Najlepiej zarabiające gwiazdy poniżej 30 roku życia                | 8. miejsce                     | [ 218 ]  |
| Forbes               | 2015      | Najlepiej zarabiające gwiazdy poniżej 30 roku życia                | 3. miejsce                     | [ 219 ]  |
| Forbes               | 2010      | 100 najbardziej wpływowych kobiet na świecie                       | 7. miejsce                     | [ 220 ]  |
| Forbes               | 2011      | 100 najbardziej wpływowych kobiet na świecie                       | 11. miejsce                    | [ 221 ]  |
| Forbes               | 2012      | 100 najbardziej wpływowych kobiet na świecie                       | 14. miejsce                    | [ 222 ]  |
| Forbes               | 2013      | 100 najbardziej wpływowych kobiet na świecie                       | 45. miejsce                    | [ 223 ]  |
| Forbes               | 2014      | 100 najbardziej wpływowych kobiet na świecie                       | 67. miejsce                    | [ 224 ]  |
| Forbes               | 2013      | Najbardziej wpływowy muzyk                                         | 1. miejsce                     | [ 225 ]  |
| Forbes               | 2019      | 10 najlepiej zarabiających muzyków w latach 2010–2019              | 10. miejsce                    | [ 226 ]  |
| Rolling Stone        | 2020      | 500 albumów wszech czasów                                          | 484. miejsce (Born This Way)   | [ 227 ]  |
| Rolling Stone        | 2021      | 100 najlepszych piosenek w historii                                | 484. miejsce („Bad Romance”)   | [ 228 ]  |
| Rolling Stone        | 2021      | 100 najlepszych teledysków w historii                              | 33. miejsce („Bad Romance”)    | [ 229 ]  |
| Rolling Stone        | 2023      | 200 najlepszych wokalistów wszech czasów                           | 58. miejsce                    | [ 230 ]  |
| Time                 | 2010      | Lista najbardziej wpływowych osób (Człowiek Roku tygodnika „Time”) | Uwzględniona                   | [ 231 ]  |
| Time                 | 2010      | Time 100 (pośród artystów)                                         | Uwzględniona                   | [ 232 ]  |
| Time                 | 2012      | 100 największych ikon mody w historii (pośród muzyków)             | Uwzględniona                   | [ 233 ]  |
| Time                 | 2013      | Najbardziej wpływowi ludzie 2000s                                  | 2. miejsce                     | [ 234 ]  |
| Time                 | 2019      | Time 100 (pośród ikon)                                             | Uwzględniona                   | [ 235 ]  |
| The Times            | 2023      | 20 najlepszych wokalistów stulecia                                 | 8. miejsce                     | [ 236 ]  |
| Variety              | 2017–2022 | Variety500: 500 najważniejszych osób w światowych mediach          | Uwzględniona                   | [ 237 ]  |